# Языков, Михаил Александрович (поэт)
Михаил Александрович Языков (1847—1919) — русский поэт и композитор, один из авторов популярного романса «Ночь светла».

## Биография
Родился в дворянской семье. Языковы — старинный русский дворянский род, возникновение которого восходит ко временам Дмитрия Донского и Сергия Радонежского.
В Родословном сборнике русских дворянских фамилий В. В. Руммеля и В. В. Голубцова М. А. Языков упоминается как представитель «третьей ветви» рода Языковых — дворян Тульской и Псковской губерний. Основателем Псковской ветви рода Языковых (по Руммелю) является бельский городовой дворянин Пётр Семёнович Языков, погибший в 1634 году при обороне Смоленска от поляков, сражаясь в рядах русской армии плечом к плечу с ротмистром Джорджем (Юрием) Лермонтом — основателем русского дворянского рода Лермонтовых. Сын Петра Языкова — торопецкий городовой дворянин Владимир Языков — унаследовал от отца его поместье в Торопецком уезде Псковской губернии, где и жили на протяжении более двух столетий предки М. А. Языкова по прямой линии.
Михаил Александрович был предпоследним, четвёртым ребёнком в семье разорившегося торопецкого помещика Александра Павловича Языкова. Александр Павлович, отличавшийся весьма эксцентричным характером и склонностью ко всякого рода авантюрам, в результате нескольких необдуманных и поспешных финансовых операций полностью разорился и фактически оставил себя и свою семью без средств к существованию. Нужда, которую познал будущий поэт и композитор с самых ранних лет, а также невозможность получить хорошее образование, безусловно, наложили серьёзный отпечаток на всё его творчество. Большинство стихотворений М. А. Языкова пронизаны мотивами «неравной борьбы с суровою нуждой» и неразделённой или «погибшей любви», но при этом несправедливость судьбы не вызывает у поэта ожесточения и озлобленности, но, напротив, каждое его произведение, буквально каждая строчка наполнены любовью к ближнему, состраданием к человеческому горю, святой верой в Бога.
В конце XIX века М. А. Языков с семьёй переехал в посёлок Лигово под Санкт-Петербургом, где вместе с женой Софьей Стефановной содержал частную школу для детей малообеспеченных родителей. Всё это время вплоть до октябрьской революции 1917 года он постоянно публиковал свои музыкально-поэтические произведения в популярном журнале «Музыка для всех», активно сотрудничал с известными столичными издателями А. К. Соколовой, В. В. Бесселем, Ю. Г. Циммерманом, с издательством «Северная лира», которые охотно печатали небольшими отдельными изданиями его романсы, вальсы, песни, элегии, торжественные марши. При этом М. А. Языков выступал в этих изданиях то как автор слов, то как автор музыки, но чаще — как поэт и композитор одновременно.
Последние годы жизни поэта и композитора прошли в Курске, куда он переехал вскоре после октябрьской революции. Михаил Александрович Языков скончался 10 февраля 1919 года. Похоронен на Херсонском кладбище города Курска.
Как было недавно установлено, М. А. Языков в 1896 году еще находился в Торопце, где 16 июня (по старому стилю) произнес в доме соборного старосты г. Торопца В. Н. Скворцева, а затем преподнес преосвященнейшему Антонину, епископу Псковскому и Порховскому, стихотворение собственного сочинения, посвященное посещению города епископом. Свиделем и участником этого события был и Михаил Александрович. 

### Творчество
Настойчиво занимавшийся самообразованием, М. А. Языков был разносторонне одарённым человеком, он не только писал стихи, но и сочинял музыку, играл на фортепиано, рисовал. В 1887 году в типографии В. А. Вязьменского в г. Великие Луки был издан сборник «Стихотворения М. А. Языкова. 1865—1887 гг.». Стихи Языкова публиковались в эти и последующие годы в популярных центральных газетах «Неделя», «Свет», петербургском журнале «Домашняя библиотека», соседствуя с новыми произведениями Л. Н. Толстого, А. П. Чехова, И. А. Гончарова, Э. Золя и других классиков отечественной и зарубежной литературы.
М. А. Языковым созданы музыкальные произведения на стихи Ф. И. Тютчева, А. А. Фета, А. К. Толстого, И. С. Никитина, Я. П. Полонского, К. М. Фофанова. Поддерживал творческие отношения со многими известными поэтами «серебряного века»: П. И. Вейнбергом, Г. А. Галиной, В. А. Комаровским, В. А. Мазуркевичем, С. К. Маковским, С. Л. Рафаловичем, С. А. Сафоновым, П. С. Соловьёвой, Т. Л. Щепкиной-Куперник. Был дружен с Ф. И. Шаляпиным, которому посвятил пять своих романсов: «Вырыта заступом яма глубокая», «Звезда», «Лес шумит и гудит», «Одинокая могила», «Разрушен храм». Эти произведения вошли в постоянный репертуар великого русского певца. Романс «Ни слова, друг мой, о былом!..» посвящён певице Варе Паниной, с которой М. А. Языкова также связывали тёплые творческие отношения. Романс на стихи Я. П. Полонского «Моё сердце — родник» с успехом исполнял П. З. Андреев.
В 1916 году М. А. Языков опубликовал в столичном издательстве А. К. Соколовой собственный вариант текста широко известного ныне романса «Отцвели хризантемы» на музыку талантливого, трагически погибшего в молодом возрасте композитора Н. И. Харито. Примерно в эти же годы М. А. Языков сочиняет и публикует оригинальный вариант текста другого известного романса «Лебединая песнь», первоначальное авторство которого принадлежит М. Я. Пуаре. Судя по всему, Михаил Александрович любил не просто редактировать тексты других авторов, но создавал на их основе, по сути, новые поэтические произведения, так сказать, «по мотивам» понравившихся ему песен и романсов. Возможно, что поэт делал это, уступая просьбам коллег-композиторов, выполнявших аранжировки популярных произведений с целью приведения их в соответствие с вокальными данными и музыкально-поэтическими вкусами конкретных певцов-исполнителей. М. А. Языков с успехом редактировал и известнейшие произведения знаменитых поэтов. Так, работая над музыкой романса на стихи Ф. И. Тютчева «SILENTIUM!» («Молчи, скрывайся и таи…»), он сумел очень изящно и в то же время весьма деликатно поправить две строчки великого стихотворения, сделав их более ритмичными и, как следствие, более «музыкальными».

#### Об авторстве романса «Ночь светла»
Вершиной творческого наследия М. А. Языкова является романс «Ночь светла». История создания этого романса весьма интересна, но серьёзно запутана и по сей день составляет предмет исследования. На самом деле имена авторов данного произведения следует указывать следующим образом:
Слова Л. Г. Граве и М. А. Языкова
Музыка Я. Ф. Пригожего и М. А. Шишкина

### Произведения

#### Книги
«Стихотворения М. А. Языкова. С 1865—1886 г.» ВЕЛИКИЕ-ЛУКИ. Типография В. А. Вязьменского, 1887.

#### Песни и романсы М. А. Языкова на собственные стихи
«Братья! В годину бури военной» (польская песнь)
«Гимн Царю-Освободителю Императору Александру II»
«Давно это было»
«Его уж нет» (памяти гр. Л. Н. Толстого)
«Звезда» (посвящ. Ф. И. Шаляпину)
«Карие глазки» (русская песня)
«Когда я ждал»
«Лес шумит» (посвящ. Ф. И. Шаляпину)
«Любовь артистки»
«Любовь раненого»
«Незабвенные слова» (в память Отечественной войны 1812 года)
«Нет, не скажу…»
«Нет, я не верю…»
«Ни слова, друг мой, о былом…» (посвящ. В. В. Паниной)
«О, спой мне песню, друг…»
«Песнь любви»
«Под звуки рояля»
«Призрак счастья»
«Сирень осыпалась»
«Тайна»
«Уйди, уйди»
«У окна»

#### Песни и романсы М. А. Языкова на стихи русских поэтов
«Ароматная ночь» на слова В. А. Мазуркевича
«Белая ночь» на слова К. М. Фофанова
«Ветер стучал» на слова Л. М. Василевского
«В минуты ревности» на слова Л. Г. Мунштейна
«Вырыта заступом яма глубокая…» на слова И. С. Никитина (посвящ. Ф. И. Шаляпину)
«Говорят, я мила…» на слова Т. Л. Щепкиной-Куперник
«Дитя! Не спрашивай…» на слова С. К. Маковского
«Забвенье» на слова А. И. Подолинского
«Когда в твоём прекрасном взоре…» на слова П. И. Вейнберга
«Краснея, чуть дрожа…» на слова С. А. Сафонова
«Молчи, скрывайся и таи…» на слова Ф. И. Тютчева
«Моё сердце — родник» на слова Я. П. Полонского
«Море» на слова П. С. Соловьёвой
«Не пенится море» на слова А. К. Толстого
«Ночь светла» на слова А. А. Фета
«Слов забытых дальний ропот» на слова С. Л. Рафаловича
«Счастье было» на слова В. А. Комаровского
«Я пою, свободная, как птица…» на слова Г. А. Галиной

#### Песни и романсы на стихи М. А. Языкова
«Лебединая песнь», музыка М. Я. Пуаре
«Ночь светла» (в соавт. с Л. Г. Граве), музыка Я. Ф. Пригожего и М. А. Шишкина
«Отцвели хризантемы», музыка Н. И. Харито (аранж. М. И. Фролова)
«Резвился ликующий мир», музыка О. де Бове (аранж. П. Ратье)
«Торжественный марш» (Великому Князю Н. Н. Романову), музыка А. В. Муравьёва
«Хвала бельгийскому народу», музыка И. В. Шумана
«Чарующие звуки», музыка Р. Берже

#### Музыкальные произведения М. А. Языкова
«Затаённое чувство» (вальс)
«Угасшие надежды» (музыкальная фантазия)

## [1]Литература
- А. И. Осыков, Б. И. Осыков. Предисловие. Искренний голос любви // Ночь светла: избранные произведения М. А. Языкова / под ред. А. И. Осыкова. — Белгород: Политерра, 2015. — С. 5—12. — 92 с.